# Suore del Divin Pastore della Provvidenza Divina
Le Suore del Divin Pastore della Provvidenza Divina (in polacco Sióstr Pasterek od Opatrzności Bożej) sono un istituto religioso femminile di diritto pontificio: i membri di questa congregazione pospongono al loro nome la sigla C.S.D.P.

## Storia

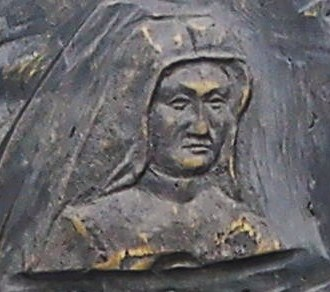
Maria Karłowska, fondatrice della congregazione

La congregazione venne fondata da Maria Karłowska (1865-1935): nel 1892 iniziò a dedicarsi all'apostolato in favore delle prostitute, offrendo loro asilo, cure e un lavoro onesto. La sua opera venne notevolmente beneficiata dalla marchesa Aniela Potulicka, che donò alla Karłowska anche un edificio a Winiary, presso Poznań, prima sede dell'istituto.
L'8 settembre 1896 la Karłowska, con alcune sue collaboratrici, vestì l'abito religioso dando formalmente inizio all'istituto. Elaborò degli statuti basati sulla regola di sant'Agostino e sugli usi delle monache Carmelitane che prevedevano rigorosi digiuni e pratiche di mortificazione: le costituzioni vennero riviste dal cardinale August Hlond, che attenuò la severità della regola voluta dalla fondatrice, e approvate il 21 settembre 1928.
Il 24 maggio 1967 l'istituto ha ricevuto il pontificio decreto di lode: la fondatrice è stata beatificata da papa Giovanni Paolo II nel 1997.

## Attività e diffusione
Le Suore del Divin Pastore della Provvidenza Divina si dedicano all'opera di redenzione delle prostitute e delle donne traviate: assistono le malate di AIDS e sifilide e gestiscono scuole di avviamento professionale.
Sono presenti in Polonia, in Italia e in Kazakistan: la sede generalizia è a Jabłonowo Pomorskie (Polonia).
Al 31 dicembre 2005 l'istituto contava 221 religiose in 24 case.